# Serres-Gaston
Serres-Gaston är en kommun i departementet Landes i regionen Nouvelle-Aquitaine i sydvästra Frankrike. Kommunen ligger i kantonen Hagetmau som tillhör arrondissementet Mont-de-Marsan. År 2022 hade Serres-Gaston 401 invånare.

## Befolkningsutveckling
Antalet invånare i kommunen Serres-Gaston
Referens:INSEE